# Kontraktilität
Die Kontraktilität ist die Fähigkeit von Geweben in Gewebetieren, sich auf bestimmte Reize zusammenzuziehen. Diese Reize können als Nervenimpuls aus dem Körper kommen oder chemischer, elektrischer oder mechanischer Art sein. Muskelfasern haben eine besonders hohe Kontraktilität. Nach dem Tod endet diese Gewebefähigkeit rasch, bei Warmblütern eher als bei wechselwarmen Tieren.
Der Begriff kommt vom lateinischen Präfix con- „zusammen-“ und trahere „ziehen“ und bedeutet somit das Sich-Zusammen-Ziehen. Meist wird er für die Muskelkontraktion, Verkürzung von Muskeln, verwendet.

## Physiologie
Der Kontraktionsapparat basiert auf der Aktin-Myosin-Wechselwirkung, beschrieben unter Kontraktionsmechanismus sowie unter Muskelgewebe.

## Beispiele
- Muskelkontraktion, besonders beim Herzmuskel
- Mesangium, die intraglomerulären Mesangiumzellen können die glomerulären Kapillaren verengen und beeinflussen damit die Glomeruläre Filtrationsrate
- Gebärmutter bei Wehen und nachgeburtlich
- Faszien[3]
- Speiseröhre, meist als Motilitätsstörung bezeichnet[4]
- Kontraktile Zellen

## Untersuchungsmethoden
Der Begriff Kontraktilität beschreibt nicht nur qualitativ die Fähigkeit von Gewebe, sich zusammenzuziehen, sondern auch quantitativ die Kraft und Geschwindigkeit, mit der dies erfolgen kann. Besondere Bedeutung hat die Analyse der Kontraktilität des Herzmuskels, der mit einer bestimmten Geschwindigkeit einen Druck aufbauen muss, um ein Volumen mit einer bestimmten Geschwindigkeit auszuwerfen. Die Pumpleistung des Herzens passt sich den jeweiligen Anforderungen aus dem Kreislauf an durch den Frank-Starling-Mechanismus (Zusammenhang zwischen Füllung und Auswurfleistung).
Zur Analyse am Herzen stehen Echokardiografie und als spezielle Anwendung auch Gewebe-Doppler zur Verfügung.

## Klinische Anwendungen
Bei der Gebärmutter kann die Kontraktilität in Form der Wehentätigkeit  gemessen werden mit einem Wehenschreiber. Eine Beeinflussung ist hemmend durch Tokolyse oder durch Wehenförderung medikamentös gängig.
Eine Überaktive Blase kann durch Fehlsteuerung und Überaktivität des Blasenmuskels entstehen.
Mit Inotropie wird die Beeinflussung der Kontraktionskraft des Herzmuskels bezeichnet.
Eine spezielle Beeinflussungstechnik ist die Kardiale Kontraktilitätsmodulation.
Bestimmte Substanzen wie Energydrinks und Medikamente können die Kontraktilität verändern. Beispiele sind Calciumantagonisten zur Behandlung des Bluthochdrucks oder 1,2-Diacylglycerine.